# Kingsman (série de films)
Pour les articles homonymes, voir Kingsman.
 Pour plus de détails, voir Fiche technique et Distribution
Kingsman est une série de films américano-britanniques réalisés par Matthew Vaughn. Le premier film est une adaptation de la série de comics Kingsman : Services secrets scénarisée par Mark Millar et dessinée par Dave Gibbons. Le scénario du film et les noms des personnages sont cependant assez différents des comics.
Les films mettent en scène une vieille agence de renseignement britannique secrète, Kingsman.

## Films
- 2014 : Kingsman : Services secrets (Kingsman: The Secret Service) de Matthew Vaughn
- 2017 : Kingsman : Le Cercle d'or (Kingsman: The Golden Circle) de Matthew Vaughn
- 2021 : The King's Man : Première Mission (The King's Man) de Matthew Vaughn, préquelle
- en projet : Kingsman: The Blue Blood, suite des deux premiers films[1]
- en projet : Statesman, spin-off sur les homologues américains du Kingsman, le Statesman (introduit dans Kingsman : Le Cercle d'or)[2]

Par ailleurs, le film Argylle (2024) — également réalisé par Matthew Vaughn — est lié à la saga via une scène post-générique.

## Synopsis
Kingsman : Services secrets (2015)
Durant une mission au Moyen-Orient en 1997, l'espion britannique Harry Hart échappe à la mort grâce au sacrifice de son protégé. À son retour en Angleterre, il présente ses respects à sa veuve et confie sa médaille de bravoure à son jeune fils, Gary « Eggsy » Unwin ; Dix-sept ans plus tard, l'agent Lancelot, qui se trouvait présent lors de la mission de 1997, est tué en tentant de porter secours à un professeur enlevé par les sbires de Richmond Valentine, un milliardaire philanthrope américain. Son agence d'espionnage, nommée Kingsman, dont le quartier général est situé dans la boutique d'un tailleur à Londres, lance le recrutement pour son remplaçant. Chaque agent de Kingsman doit envoyer un candidat au poste. C'est alors que Eggsy, qui mène une existence compliquée entre un beau-père violent et son abandon de la formation des Royal Marines, appelle à l'aide Harry grâce au numéro inscrit à l'arrière de la médaille après une énième arrestation qui pourrait bien lui couter plusieurs mois de prison. Après s'être assuré de la valeur du jeune homme, Harry décide de choisir Eggsy comme candidat tout en poursuivant l'enquête de Lancelot pour découvrir l'objectif réel que poursuit Valentine.
Kingsman : Le Cercle d'or (2017)
Un an après avoir arrêté le plan de Richmond Valentine, Eggsy coule désormais des jours heureux avec la princesse suédoise Tilde, tout en continuant à travailler pour Kingsman. Mais un soir, Charlie, l'un des anciens postulants du Kingsman laissé pour mort parmi les fidèles de Valentine, réapparait et s'en prend à lui. L'attaque semble être déjouée mais le lendemain, des frappes aériennes simultanées détruisent le quartier général du Kingsman, la boutique ainsi que toutes les planques de l'agence éparpillées à travers le pays et les domiciles des agents, éliminant de ce fait tous les agents. Les seuls survivants, Eggsy (qui dinait avec les parents de Tilde) et Merlin (dont l'adresse n'était pas dans les registres), découvrent le plan d'urgence du Kingsman qui les amènent à rencontrer leurs homologues américains du Statesman, dont la base est une distillerie de bourbon dans le Kentucky. Ensemble, entre les Alpes et le Cambodge, ils vont affronter la responsable, Poppy Adams, une trafiquante à la tête du cartel de drogue le plus puissant du monde, le Cercle d'or, et qui s'est mis en tête de rançonner le monde pour faire légaliser ses affaires.
The King's Man : Première Mission (2021)
En 1902, l'aristocrate Orlando, duc d'Oxford, perd sa femme Emily lors d'une mission humanitaire pour la Croix-Rouge britannique en Afrique du Sud lors de la seconde guerre des Boers. Avant de mourir, elle fait promettre à Orlando de faire en sorte que leur fils Conrad n'ait jamais à voir la guerre. Douze ans plus tard, le duc a formé un vaste réseau d'espions en recrutant des domestiques dans les plus hautes instances du monde, avec l'aide de ses propres employés de maison Shola et Polly. Il est également en conflit avec son fils, qu'il surprotège et refuse de laisser s'engager dans l'armée britannique. Horatio Herbert Kitchener, secrétaire d'État à la Guerre, lui demande de partir pour Sarajevo afin d'avertir l'archiduc François-Ferdinand de menaces semblant peser sur sa vie. Après une première tentative avortée, l'archiduc et sa femme sont abattus en pleine rue. Lors d'un rapide interrogatoire secret de l'assassin, Gavrilo Princip, un étudiant nationaliste serbe, Orlando suspecte qu'un complot à vaste échelle vise à user des jeux d'alliances formés par les grandes puissances d'Europe pour déclencher le plus gigantesque conflit armé qui ait jamais existé. Sur les recommandations du duc, le roi George V tente de convaincre ses deux cousins, le kaiser Guillaume II et le tsar Nicolas II de maintenir la paix, en vain : la guerre commence. Après la disparition de Kitchener, Orlando renonce à son vœu de non-violence et se lance avec son fils et ses deux employés de confiance dans une mission sans précédent pour stopper le complot.
Argylle (2024)
Elly Conway, une romancière d'espionnage qui se révèle être un agent dormant soumis à un lavage de cerveau pour la CIA nommée Rachel Kylle, dont les livres contenaient les souvenirs refoulés de son personnage d'espion. Bien que son personnage d'Aubrey Argylle soit un agent fictif. La scène post-générique révèle qu'un véritable agent Argylle a existé. Il est également révélé qu'Argylle est membre du Kingsman.

## Fiche technique
| Titre                       | Kingsman : Services secrets (2015) | Kingsman : Le Cercle d'or (2017) | The King's Man : Première Mission (2021) |
| --------------------------- | ---------------------------------- | -------------------------------- | ---------------------------------------- |
| Titre original              | Kingsman: The Secret Service       | Kingsman: The Golden Circle      | The King's Man                           |
| Réalisateur                 | Matthew Vaughn                     | Matthew Vaughn                   | Matthew Vaughn                           |
| Scénaristes                 | Matthew Vaughn                     | Matthew Vaughn                   | Matthew Vaughn                           |
| Scénaristes                 | Jane Goldman                       |                                  |                                          |
| Scénaristes                 |                                    | Karl Gajdusek                    |                                          |
| Monteur                     | Eddie Hamilton                     | Eddie Hamilton                   |                                          |
| Monteur                     | Jon Harris                         |                                  | Jon Harris                               |
| Photographie                | George Richmond                    | George Richmond                  | Ben Davis                                |
| Musique                     | Matthew Margeson                   | Matthew Margeson                 | Matthew Margeson                         |
| Musique                     | Henry Jackman                      | Henry Jackman                    | Dominic Lewis                            |
| Dates de sortie États-Unis  | 13 février 2015                    | 22 septembre 2017                | 22 décembre 2021                         |
| Dates de sortie Royaume-Uni | 29 janvier 2015                    | 22 septembre 2017                | 26 décembre 2021                         |
| Dates de sortie France      | 18 février 2015                    | 11 octobre 2017                  | 29 décembre 2021                         |
| Durée                       | 129 minutes                        | 141 minutes                      | 131 minutes                              |
| Budget                      | 81 000 000 $                       | 104 000 000 $                    | 100 000 000 $                            |
| Genres                      | comédie, action, espionnage        | comédie, action, espionnage      | comédie, action, espionnage              |
| Distributeur                | 20th Century Fox                   | 20th Century Fox                 | 20th Century Studios                     |

## Distribution et personnages
| Personnages                      | Série principale                              | Série principale                      | Série principale         | Spin-off                          | Spin-off       |
| Personnages                      | Kingsman : Services secrets                   | Kingsman : Le Cercle d'or             | Kingsman: The Blue Blood | The King's Man : Première Mission | Statesman      |
| Personnages                      | 2014                                          | 2017                                  | NC                       | 2021                              | NC             |
| -------------------------------- | --------------------------------------------- | ------------------------------------- | ------------------------ | --------------------------------- | -------------- |
| Gary « Eggsy » Unwin Galahad     | Taron Egerton                                 | Taron Egerton                         | Taron Egerton            |                                   |                |
| Gary « Eggsy » Unwin Galahad     | Alex Nikolov (jeune)                          | Taron Egerton                         | Taron Egerton            |                                   |                |
| Harry Hart Galahad               | Colin Firth                                   | Colin Firth                           | Colin Firth              |                                   |                |
| La princesse de Suède Tilde      | Hanna Alström                                 | Hanna Alström                         | Hanna Alström            |                                   |                |
| Roxanne « Roxy » Morton Lancelot | Sophie Cookson                                | Sophie Cookson                        |                          |                                   |                |
| Merlin                           | Mark Strong                                   | Mark Strong                           |                          |                                   |                |
| Charles « Charlie » Hesketh      | Edward Holcroft                               | Edward Holcroft                       |                          |                                   |                |
| Liam                             | Thomas Turgoose                               | Thomas Turgoose                       |                          |                                   |                |
| Jamal                            | Tobi Bakare                                   | Tobi Bakare                           |                          |                                   |                |
| Michelle Unwin                   | Samantha Womack                               | Samantha Womack (caméo)               |                          |                                   |                |
| Président des États-Unis         | Acteur non crédité ressemblant à Barack Obama | Bruce Greenwood                       |                          |                                   |                |
| Richmond Valentine               | Samuel L. Jackson                             | Samuel L. Jackson (images d'archives) |                          |                                   |                |
| Gazelle                          | Sofia Boutella                                | Sofia Boutella (images d'archives)    |                          |                                   |                |
| Morten Lindström                 | Bjørn Floberg                                 | Bjørn Floberg (images d'archives)     |                          |                                   |                |
| Lee Unwin                        | Jonno Davies (en)                             |                                       |                          |                                   |                |
| Chester King Arthur              | Michael Caine                                 |                                       |                          |                                   |                |
| Pr. James Arnold                 | Mark Hamill                                   |                                       |                          |                                   |                |
| James Spencer Lancelot           | Jack Davenport                                |                                       |                          |                                   |                |
| Elton John                       |                                               | lui-même                              | lui-même                 |                                   |                |
| Ginger Ale Whiskey               |                                               | Halle Berry                           |                          |                                   | Halle Berry    |
| Tequila                          |                                               | Channing Tatum                        |                          |                                   | Channing Tatum |
| “Champ” Champagne                |                                               | Jeff Bridges                          |                          |                                   | Jeff Bridges   |
| Jack Daniels Whiskey             |                                               | Pedro Pascal                          |                          |                                   |                |
| Poppy Adams                      |                                               | Julianne Moore                        |                          |                                   |                |
| Arthur                           |                                               | Michael Gambon                        |                          |                                   |                |
| Clara Von Gluckfberg             |                                               | Poppy Delevingne                      |                          |                                   |                |
| Orlando Oxford Arthur            |                                               |                                       |                          | Ralph Fiennes                     |                |
| Horatio Herbert Kitchener        |                                               |                                       |                          | Charles Dance                     |                |
| Conrad Oxford                    |                                               |                                       |                          | Harris Dickinson                  |                |
| Archie Reid Lancelot             |                                               |                                       |                          | Aaron Taylor-Johnson              |                |
| Polly Wilkins Galahad            |                                               |                                       |                          | Gemma Arterton                    |                |
| Grigori Raspoutine La Tortue     |                                               |                                       |                          | Rhys Ifans                        |                |
| Capitaine Morton Le Berger       |                                               |                                       |                          | Matthew Goode                     |                |
| George V Perceval                |                                               |                                       |                          | Tom Hollander                     |                |
| Guillaume II                     |                                               |                                       |                          | Tom Hollander                     |                |
| Nicolas II                       |                                               |                                       |                          | Tom Hollander                     |                |
| Shola Merlin                     |                                               |                                       |                          | Djimon Hounsou                    |                |
| Gavrilo Princip L'Ours           |                                               |                                       |                          | Robert Aramayo                    |                |
| Mata Hari                        |                                               |                                       |                          | Valerie Pachner                   |                |
| Adolf Hitler                     |                                               |                                       |                          | David Kross                       |                |
| Vladimir Ilitch Lénine           |                                               |                                       |                          | August Diehl                      |                |
| Erik Jan Hanussen                |                                               |                                       |                          | Daniel Brühl                      |                |

### Personnages principaux

#### Agents du Kingsman
Harry Hart / Galahad
Interprété par Colin Firth
Harry est un agent du Kingsman, opérant sous le nom de code de Galahad (d'après le personnage de la légende arthurienne Galaad). Avant cela, il se prédestinait à des études de lépidoptérologie mais il a intégré l'armée puis le Kingsman par la suite. Pour chaque mission réussie, Harry conserve la une du Sun correspondant au jour d'une mission réussie, même si le journal n'en parle bien évidemment jamais. Durant une mission au Moyen-Orient en 1997, il échappe à la mort grâce au sacrifice d'un autre agent. De retour en Angleterre, il tente de réconforter la veuve du défunt. Mais celle-ci est inconsolable et refuse la médaille de bravoure que Harry lui offre. Il la donne alors à son jeune fils, Gary Unwin, surnommé « Eggsy ». Cette médaille comporte un numéro de téléphone à utiliser avec un mot de passe en cas d'urgence. Dix-sept ans plus tard, Eggsy appelle à l'aide Harry, grâce au numéro de la médaille. Alors que l'agent Lancelot est décédé, Harry, selon la coutume du Kingsman, propose Eggsy comme candidat pour reprendre le poste vacant. Le Kingsman enquête alors sur Richmond Valentine, un excentrique milliardaire américain. Après un massacre dans une église du Kentucky, Harry reçoit une balle en pleine tête et est laissé pour mort.
Finalement, un an plus tard, Harry est toujours vivant mais a tout oublié. Il est gardé dans une base du Statesman, les homologues américains du Kingsman. Mais peu à peu, Harry va retrouver la mémoire et redevenir l'agent très efficace qu'il était.
Gary « Eggsy » Unwin
Interprété par Taron Egerton
Eggsy est un « Chav » qui a perdu très jeune son père. Très intelligent et capable, il est cependant sans emploi, après avoir quitté la formation des Royal Marines. Il vit avec sa mère, sa demi-sœur et Dean, son beau-père criminel violent. Il fuit le domicile parental et va trouver « refuge » au sein du Kingsman, où il passe les tests pour devenir le nouveau Lancelot, avec son mentor Harry Hart. Après une lutte acharnée, il échoue à l'épreuve finale. Lors de la mission pour intercepter Richmond Valentine, il fait la rencontre de la princesse de Suède, Tilde.
Un an plus tard, Eggsy vit avec la princesse et doit rencontrer prochainement ses parents. Par ailleurs, il enquête avec Merlin sur une mystérieuse organisation, le Cercle d'or. Cette enquête le mène aux Etats-Unis où il rencontre les agents du Statesman, les homologues du Kingsman. Là-bas, il découvre que son mentor Harry est toujours vivant. Après avoir à nouveau sauvé le monde, Eggsy épouse Tilde.
Merlin
Interprété par Mark Strong
C'est un agent écossais du Kingsman donc le nom de code est Merlin (d'après le personnage de la légende arthurienne Merlin). Il a fait partie de la mission en 1997 qui coute la vie au père d'Eggsy. Merlin gère l'entrainement et les tests pour les nouvelles recrues. Quand Eggsy est choisi, Merlin l'aide à affronter Richmond Valentine.
Plus tard, Merlin et Eggsy affrontent l'organisation criminelle du Cercle d'or. Pour sauver d'autres agents, Merlin se sacrifie en chantant la chanson Take Me Home, Country Roads de son chanteur préféré John Denver.
Chester King / Arthur
Interprété par Michael Caine
Il dirige l'agence Kinsgman et est ainsi appelé Arthur, en référence au Roi Arthur. Il ne voit pas d'un très bon œil l'arrivée d'Eggsy, car Charlie était son candidat. Après l'incident de l'église, Eggsy découvre que Chester King est de mèche avec Valentine et le pousse à provoquer sa propre mort en croyant le tuer, lui.
Roxanne « Roxy » Morton / Lancelot
Interprétée par Sophie Cookson
Roxy est l'une des recrues pour reprendre le poste de Lancelot au sein des Kingsman, chapeauté par l'agent Perceval. Elle est en concurrence avec Eggsy mais ils sympathisent. Elle remporte les tests et devient la nouvelle Lancelot. Elle aide ensuite Eggy et Merlin à stopper Richmond Valentine.
Un an plus tard, elle fait partie des agents Kingsman tués par le missile envoyé au QG par Poppy Adams du Cercle d'or.

#### Agents du Statesman
Champagne
Interprété par Jeff Bridges
L'agent Champagne dirige le Statesman. Son équipe aide le Kingsman a affronter le Cercle d'or.
Tequila
Interprété par Channing Tatum
C'est un agent qui accueille Merlin et Eggsy.
Ginger Ale
Interprétée par Halle Berry
C'est un agent du Statesman. Comme ses collègues, elle tient son nom de code d'une boisson, le Ginger ale. C'est en quelque sorte l'équivalent américain de Merlin au sein du Statesman.
Jack Daniels / Whiskey
Interprété par Pedro Pascal
C'est un agent du Statesman, nom de code Whiskey. Bien que travaillant pour l'agence, il agit surtout pour ses intérêts personnels. Il est tué par Harry et Eggsy dans la base de Poppy.

### Antagonistes principaux
Richmond Valentine
Interprété par Samuel L. Jackson
C'est un homme d'affaires et philanthrope américain. Spécialisé dans les nouvelles technologies, il propose une puce téléphonique gratuite qui fait un carton dans le monde entier. Cette puce va lui servir à supprimer la plupart des utilisateurs et de ne sauver qu'une élite de l'espèce humaine, qu'il veut abriter dans sa base secrète. Valentine est cependant hématophobe au sang et ne peut en voir. Tout le sale boulot est donc fait par son bras droit, la belle Gazelle. Valentine laisse Harry pour mort, avant de se faire tuer par Eggsy qui a fait échouer ses plans.
Gazelle
Interprétée par Sofia Boutella
Elle est le bras droit et la tueuse de Richmond Valentine. Elle fait tout son sale boulot car lui ne peut voir une seule goutte de sang.
Poppy Adams
Interprétée par Julianne Moore
C'est une trafiquante de drogue qui dirige l'organisation du Cercle d'or qui opère à travers le monde. Elle dirige ses activités depuis une base secrète située dans la jungle et recréant une ville des années 50 influencée par la culture Americana. Elle a notamment capturé Elton John et l'oblige à jouer pour elle chaque soir.

### Personnages secondaires
La princesse Tilde
Interprétée par Hanna Alström
La princesse de Suède Tilde fait partie des nombreuses célébrités et personnalités influentes kidnappées par Richmond Valentine dans le cadre de son vaste plan de contrôle mondial. Elle est sauvée et libérée par Eggsy, avec lequel elle a une relation sexuelle.
Un an plus tard, alors qu'Eggsy enquête sur le Cercle d'or, la princesse et lui sont toujours en couple. L'agent du Kingsman rencontre les parents de Tilde, le roi et la reine de Suède. Alors que Tilde est touchée par un virus dévastateur, elle est finalement sauvée par Eggsy avec lequel elle finit par se marier.
Michelle Unwin
Interprétée par Samantha Womack
Elle devient veuve à la suite du décès de son mari Lee, lors d'une mission secrète du Kingsman. Elle élève alors seule leur fils, Gary surnommé « Eggsy ». Elle fréquente ensuite Dean Baker avec qui elle a une fille, Daisy. Dean se montre très violent envers Michelle et surtout envers Eggsy. Michelle fait partie des nombreux utilisateurs de la puce téléphonique gratuite de Richmond Valentine. Une fois activée par Valentine, cette puce pousse ses utilisateurs à tuer les gens autour. Michelle s'en prend alors à sa propre fille, terrorisée. Eggsy parvient finalement à stopper les plans du milliardaire et Michelle reprend ses esprits.
Elle apparait ensuite brièvement au mariage de son fils avec la princesse suédoise Tilde.
Charlie Hesketh
Interprété par Edward Holcroft
Charlie est l'un des candidats sélectionnés pour intégrer le Kingsman en remplacement de Lancelot, décédé en mission. Il se montre tout de suite très arrogant et méprisant envers Eggsy car ce dernier vient de la classe populaire. Après avoir échoué au recrutement, il fait partie des riches familles sélectionnées par Richmond Valentine. Dans son QG, il retrouve alors Eggsy, venu contrecarrer les plans de Valentine. Charlie est électrocuté mais survit. Il perd cependant un bras.
Un an plus tard, Charlie a été recruté par Poppy Adams et son Cercle d'or. Il a été doté notamment d'un bras robotique. Charlie veut se venger du Kingsman et particulièrement d'Eggsy.

## Accueil

### Critique
| Films                             | Rotten Tomatoes     | Metacritic            | Allociné             |
| --------------------------------- | ------------------- | --------------------- | -------------------- |
| Kingsman : Services secrets       | 74% (258 critiques) | 60⁄100 (50 critiques) | 3,9⁄5 (24 critiques) |
| Kingsman : Le Cercle d'or         | 51% (304 critiques) | 44⁄100 (44 critiques) | 3,1⁄5 (31 critiques) |
| The King's Man : Première Mission | 41% (181 critiques) | 44⁄100 (40 critiques) | 3,1⁄5 (31 critiques) |

### Box-office
| Films                             | Année  | Recettes au box-office | Recettes au box-office | Recettes au box-office | Entrées France | Budget         | Réf.   |
| Films                             | Année  | États-Unis/ Canada     | Reste du monde         | Mondial                | Entrées France | Budget         | Réf.   |
| --------------------------------- | ------ | ---------------------- | ---------------------- | ---------------------- | -------------- | -------------- | ------ |
| Kingsman : Services secrets       | 2015   | 128 261 724 $          | 286 089 822 $          | 414 351 546 $          | 1 656 721      | 81 millions $  | ,      |
| Kingsman : Le Cercle d'or         | 2017   | 100 234 838 $          | 310 667 824 $          | 410 902 662 $          | 1 762 782      | 104 millions $ | ,      |
| The King's Man : Première Mission | 2021   | 37 176 373 $           | 88 721 105 $           | 125 897 478 $          | 923 786        | 100 millions $ | ,      |
| Totaux                            | Totaux | 265 672 935 $          | 685 478 751 $          | 951 151 686 $          | 4 343 289      | 285 millions $ | [ 19 ] |